# Lygephila amasina
Lygephila amasina là một loài bướm đêm trong họ Erebidae.